# 迪士尼綫全日通
迪士尼綫全日通（英語：Disneyland Resort Line Day Pass）是香港港鐵為推廣給乘客前往香港迪士尼樂園推出的推廣車票，是港鐵跟香港迪士尼樂園套票合作協議下推出。
由於港鐵跟香港迪士尼樂園套票合作協議已於2011年完結，加上車票自2005年推出以來銷售情況一直未如理想，因此「迪士尼綫全日通」已於2011年7月15日起停止發售。

## 用途
「迪士尼綫全日通」可供乘客於發票當日起6個月內，由首次使用至迪士尼綫尾班車完結為止，無限次乘搭港鐵(港島綫、荃灣綫、觀塘綫、將軍澳綫、東涌綫、迪士尼綫、東鐵綫普通等、馬鞍山綫及西鐵綫)來回迪士尼站。車票並不適用於乘搭輕鐵、港鐵巴士（新界西北）、港鐵接駁巴士、尖沙咀站／尖東站轉綫、及不涉及迪士尼站的港鐵車程。

## 售價
「迪士尼綫全日通」的售價為HK$50，於上述綫路（馬場站除外）及機場快綫的客務中心發售，乘客亦可於香港站香港迪士尼樂園售票處購買門票時連同「迪士尼綫全日通」一併購買。

## 注意事項
- 如果乘客未能在150分鐘內完成港鐵車程，可以被收取相等於當時港鐵最高單程車費作為附加費。
- 車票不適用於乘搭輕鐵、港鐵巴士（新界西北）及港鐵接駁巴士，亦不可享有以上的相關轉乘優惠，乘客乘搭輕鐵、港鐵巴士（新界西北）及港鐵接駁巴士的車程，須繳付該車程的正價車費。
- 乘客不可以憑本項車票繳付頭等額外費去享用東鐵綫頭等服務。
- 乘客使用本項車票乘搭之車程均必須涉及迪士尼站，即由任何車站前往迪士尼站，或由迪士尼站前往任何車站（包括迪士尼站），否則不能出閘，亦即是本項車票不適用於尖沙咀站／尖東站轉綫。

## 歷史
- 2005年9月12日，香港迪士尼樂園開幕。地鐵為配合而推出迪士尼綫一天乘車證（英文：Disneyland Resort Line One Day Pass），「迪士尼綫一天乘車證」可於發票當日起90天內任何1天無限次乘搭地鐵來回迪士尼站，並必須連同香港迪士尼樂園門票一併購買。車票共有四款設計，分別以米奇、米妮、唐老鴨及高飛狗為主題。
- 2005年12月，車票可以不連同門票，在各地鐵及機場快綫車站單獨發售，售價為HK$50。
- 2006年1月3日，為配合香港迪士尼樂園推出預售六個月門票的服務，「迪士尼綫一天乘車證」改為可於發票當日起6個月內任何1天無限次乘搭地鐵來回迪士尼站，並推出全新車票設計，分別以米奇、米妮、唐老鴨及布魯托為主題。
- 2006年11月23日至12月31日，「迪士尼綫一天乘車證」更特別推出以米奇和米妮為主題，具有聖誕氣氛的「聖誕限量版」，限量發售。
- 2007年12月2日，為配合兩鐵合併，「迪士尼綫一天乘車證」更名為「迪士尼綫全日通」，售價、發售地點及使用範圍等維持不變。
- 兩鐵合併初期，因配貨出現問題，「迪士尼綫全日通」暫停發售，至2008年1月5日才有部份車站恢復發售。[3]
- 2008年9月28日，為配合九龍塘站、美孚站及南昌站轉綫閘機陸續被拆除，「迪士尼綫全日通」已擴展使用範圍至東鐵綫普通等[2]、馬鞍山綫及西鐵綫。
- 2011年3月15日，為配合香港迪士尼樂園開幕五周年紀念，「迪士尼綫全日通」將推出兩款限定版，分別是「飛躍奇妙」(於2011年3月15日起推出)及「迪士尼飛天巡遊」(2011年5月15日起推出)，原有的「唐老鴨」款式將停售。
- 2011年7月15日，由於港鐵跟香港迪士尼樂園套票合作協議完結，加上銷售情況不理想，因此「迪士尼綫全日通」由當日起停止發售[4]，而已購買「迪士尼綫全日通」的乘客，其車票仍然繼續有效(於2011年7月14日最後一日發售的「迪士尼綫全日通」，其六個月有效期直至2012年1月14日止)，而由2012年1月15日起，所有未使用的「迪士尼綫全日通」將於當日起全部失效。

## 性質
「迪士尼綫全日通」不適用於乘搭不涉及迪士尼站的港鐵車程，使用上欠缺彈性，加上訪港遊客使用的遊客過境旅遊票、遊客全日通及機場快綫旅遊票均全部適用於迪士尼站，因此「迪士尼綫全日通」的使用人數亦一直偏低。由於「迪士尼綫全日通」是港鐵跟香港迪士尼樂園合作協議下推出，直至合作協議在2011年屆滿後，「迪士尼綫全日通」最終在2011年7月15日起停售。
早前「迪士尼綫全日通」與遊客全日通及機場快綫旅遊票等同在《車票發出條件》中被列為「遊客車票」，不過，在2011年，在《機場快綫服務指南》（L729B）（05/11版本）中，由於「迪士尼綫全日通」已被剔出「遊客車票」行列，因此「迪士尼綫全日通」已被視為一般推廣活動車票；根據《車票發出條件》第二部第2.7條之介定，「迪士尼綫全日通」乃屬於附例中所指的「多程車票」之一 ，直至車票於2011年7月15日停售為止。

## 外部連結
- 港鐵「港鐵迪士尼綫為你展開奇妙之旅」單張  （页面存档备份，存于）